# Vad, Åsbacka och Långrör
Vad, Åsbacka och Långrör – miejscowość (tätort) w Szwecji, w regionie administracyjnym (län) Gävleborg, w gminie Söderhamn.
Według danych Szwedzkiego Urzędu Statystycznego liczba ludności wyniosła: 260 (31 grudnia 2015), 261 (31 grudnia 2018) i 263 (31 grudnia 2019).